# Campionats del món de ciclisme de muntanya – Camp a través masculí
El Campionat del món de Camp a través masculí és una de les curses ciclistes que formen part dels Campionats del món de ciclisme de muntanya. La cursa és organitzada per la Unió Ciclista Internacional i es disputa anualment en un país diferent. La primera edició data del 1990. El guanyador de la prova obté el mallot irisat que ostenta durant l'any següent al campionat en totes les competicions en què pren part.

## Palmarès
| Any                       | Or                   | Plata               | Bronze                |
| 1990 Durango              | Ned Overend          | Thomas Frischknecht | Tim Gould             |
| 1991 Ciocco               | John Tomac           | Thomas Frischknecht | Ned Overend           |
| 1992 Bromont              | Henrik Djernis       | Thomas Frischknecht | David Baker           |
| 1993 Métabief             | Henrik Djernis       | Marcel Gerritsen    | Jan Erik Østergaard   |
| 1994 Vail                 | Henrik Djernis       | Tinker Juarez       | Bart Brentjens        |
| 1995 Kirchzarten          | Bart Brentjens       | Miguel Martinez     | Jan Erik Østergaard   |
| 1996 Cairns               | Thomas Frischknecht  | Rune Høydahl        | Hubert Pallhuber      |
| 1997 Château-d'Œx         | Hubert Pallhuber     | Henrik Djernis      | Luca Bramati          |
| 1998 Mont Sainte-Anne     | Christophe Dupouey   | Jérôme Chiotti      | Filip Meirhaeghe      |
| 1999 Åre                  | Michael Rasmussen    | Miguel Martinez     | Filip Meirhaeghe      |
| 2000 Sierra Nevada        | Miguel Martinez      | Roland Green        | Bart Brentjens        |
| 2001 Vail                 | Roland Green         | Thomas Frischknecht | Christoph Sauser      |
| 2002 Kaprun               | Roland Green         | Filip Meirhaeghe    | Thomas Frischknecht   |
| 2003 Lugano               | Filip Meirhaeghe     | Ryder Hesjedal      | Roel Paulissen        |
| 2004 Les Gets             | Julien Absalon       | Cédric Ravanel      | Thomas Frischknecht   |
| 2005 Livigno              | Julien Absalon       | Christoph Sauser    | José Antonio Hermida  |
| 2006 Rotorua              | Julien Absalon       | Christoph Sauser    | Fredrik Kessiakoff    |
| 2007 Fort William         | Julien Absalon       | Ralph Näf           | Florian Vogel         |
| 2008 Val di Sole          | Christoph Sauser     | Florian Vogel       | Ralph Näf             |
| 2009 Canberra             | Nino Schurter        | Julien Absalon      | Florian Vogel         |
| 2010 Mont Sainte-Anne     | José Antonio Hermida | Jaroslav Kulhavý    | Burry Stander         |
| 2011 Champéry             | Jaroslav Kulhavý     | Nino Schurter       | Julien Absalon        |
| 2012 Saalfelden           | Nino Schurter        | Lukas Flückiger     | Mathias Flückiger     |
| 2013 Pietermaritzburg     | Nino Schurter        | Manuel Fumic        | José Antonio Hermida  |
| 2014 Hafjell              | Julien Absalon       | Nino Schurter       | Marco Aurelio Fontana |
| 2015 Vallnord             | Nino Schurter        | Julien Absalon      | Ondřej Cink           |
| 2016 Nové Město na Moravě | Nino Schurter        | Jaroslav Kulhavý    | Julien Absalon        |
| 2017 Cairns               | Nino Schurter        | Jaroslav Kulhavý    | Thomas Litscher       |

## Palmarès sub-23
| Any                       | Or                      | Plata                   | Bronze                  |
| 1996 Cairns               | Dario Acquaroli         | Miguel Martinez         | Cadel Evans             |
| 1997 Château-d'Œx         | Miguel Martinez         | Cadel Evans             | Dario Acquaroli         |
| 1998 Mont Sainte-Anne     | Miguel Martinez         | Christoph Sauser        | Roel Paulissen          |
| 1999 Åre                  | Marco Bui               | Cadel Evans             | Martino Fruet           |
| 2000 Sierra Nevada        | José Antonio Hermida    | Martí Gispert           | Kashi Leuchs            |
| 2001 Vail                 | Julien Absalon          | Ryder Hesjedal          | Walker Ferguson         |
| 2002 Kaprun               | Julien Absalon          | Ralph Näf               | Ryder Hesjedal          |
| 2003 Lugano               | Balz Weber              | Manuel Fumic            | Iván Álvarez            |
| 2004 Les Gets             | Manuel Fumic            | Liam Killeen            | Florian Vogel           |
| 2005 Livigno              | Yury Trofimov           | Lukas Flückiger         | Nino Schurter           |
| 2006 Rotorua              | Nino Schurter           | Tony Longo              | Max Plaxton             |
| 2007 Fort William         | Jakob Fuglsang          | Nino Schurter           | Jaroslav Kulhavý        |
| 2008 Val di Sole          | Nino Schurter           | Burry Stander           | Mathias Flückiger       |
| 2009 Canberra             | Burry Stander           | Alexis Vuillermoz       | Thomas Litscher         |
| 2010 Mont Sainte-Anne     | Mathias Flückiger       | Thomas Litscher         | Patrik Gallati          |
| 2011 Champéry             | Thomas Litscher         | Marek Konwa             | Henk Jaap Moorlag       |
| 2012 Saalfelden           | Ondřej Cink             | Michiel van der Heijden | Daniele Braidot         |
| 2013 Pietermaritzburg     | Gerhard Kerschbaumer    | Julian Schelb           | Michiel van der Heijden |
| 2014 Hafjell              | Michiel van der Heijden | Jordan Sarrou           | Howard Grotts           |
| 2015 Vallnord             | Anton Cooper            | Victor Koretzky         | Grant Ferguson          |
| 2016 Nové Město na Moravě | Samuel Gaze             | Victor Koretzky         | Marcel Guerrini         |
| 2017 Cairns               | Samuel Gaze             | Alan Hatherly           | Maximilian Brandl       |

## Palmarès júnior
| Any                       | Or                      | Plata                   | Bronze                     |
| 1996 Cairns               | José Antonio Hermida    | Mickaël Reynaud         | Haakon Austad              |
| 1997 Château-d'Œx         | Franz Kehl              | Mathias Mende           | Marián Masný               |
| 1998 Mont Sainte-Anne     | Julien Absalon          | Ryder Hesjedal          | Fredrik Modin              |
| 1999 Åre                  | Nicolas Filippi         | Carlos Coloma           | Florian Vogel              |
| 2000 Sierra Nevada        | Walker Ferguson         | Iñaki Lejarreta         | Florian Vogel              |
| 2001 Vail                 | Iñaki Lejarreta         | Lars Petter Nordhaug    | Trent Lowe                 |
| 2002 Kaprun               | Trent Lowe              | Yury Trofimov           | Tony Longo                 |
| 2003 Lugano               | Jaroslav Kulhavý        | Nino Schurter           | Oleksandr Yakymenko        |
| 2004 Les Gets             | Nino Schurter           | Stéphane Tempier        | Maxime Marotte             |
| 2005 Livigno              | Robert Gehbauer         | Olivier Sarrazin        | Tim Wijnants               |
| 2006 Rotorua              | Mathias Flückiger       | Martin Fanger           | Pascal Meyer               |
| 2007 Fort William         | Thomas Litscher         | Piotr Brzózka           | David Fletcher             |
| 2008 Val di Sole          | Peter Sagan             | Arnaud Jouffroy         | Matthias Rupp              |
| 2009 Canberra             | Gerhard Kerschbaumer    | Ricardo Reis Marinheiro | Reto Indergand             |
| 2010 Mont Sainte-Anne     | Michiel van der Heijden | Julien Trarieux         | Julian Schelb              |
| 2011 Champéry             | Victor Koretzky         | Anton Cooper            | Andrey Fonseca             |
| 2012 Saalfelden           | Anton Cooper            | Victor Koretzky         | Titouan Carod              |
| 2013 Pietermaritzburg     | Lukas Baum              | Peter Disera            | Gioele Bertolini           |
| 2014 Hafjell              | Simon Andreassen        | Egan Bernal             | Luca Schwarzbauer          |
| 2015 Vallnord             | Simon Andreassen        | Maximilian Brandl       | Egan Bernal                |
| 2016 Nové Město na Moravě | Thomas Bonnet           | Vital Albin             | Tobias Halland Johannessen |
| 2017 Cairns               | Cameron Wright          | Joel Roth               | Holden Jones               |